# Инеме
Инеме — народ в Нигерии (главным образом в южном штате Бендел). Общая численность около 10 тыс. человек. Самые крупные селения инеме расположены на территориях других народов группы бини, а также их западных и северных соседей. Инеме делятся на северных и южных. Главным образом их объединяет общность этногенетических легенд, языка и ряда других этносоциокультурных черт. Говорят на диалекте языка эдо группы ква нигеро-кордофанской семьи. Используют письменность на латинской графической основе. Бо́льшая часть инеме придерживается традиционных верований и культов, особенно культа предков .
Инеме — поздние мигранты из бинийского Бенина (расположенного на территории современной Нигерии) на земли, к тому времени уже занятые другими народами, чем и объясняется дисперсность их расселения .

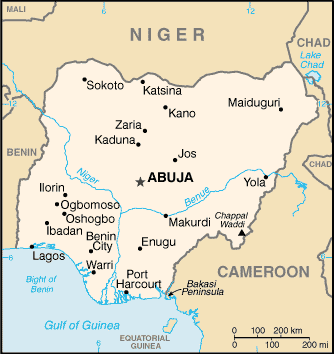

## Хозяйство
Основные занятия южных инеме — рыболовство; земледелие почти отсутствует. Основа хозяйства северных Инеме — подсечно-огневое земледелие; главная культура — ямс. Северные Инеме производят, в том числе на продажу, пальмовое масло. Скотоводство у всех Инеме развито несущественно. Разводят преимущественно мелкий рогатый скот, домашнюю птицу. Охота и собирательство большой роли не играют. Разделение труда — половозрастное. Среди ремёсел у мужчин наиболее развито кузнечное ремесло (особенно у северных Инеме; их изделия славятся среди ближних и дальних соседей). Сам этноним «„Инеме“» — искажение ныне устаревшего обозначения кузнецов в языке эдо. Женщины северных Инеме известны как искусные ткачихи .

## Социальный строй
Социальная основа — община, состоящая из больших семей с двойным счётом родства, но при строгой вирилокальности полигинного брака. За невесту выплачивается выкуп, размеры которого сильно варьируются. Существует система возрастных классов, различающаяся у северных и южных Инеме, как и система управления общинами .

## Быт
Поселения, более крупные у северных Инеме, линейного (уличного) или кольцевого типа с общим домом и святилищем в центре. Каждая семья имеет хозяйство, состоящее из нескольких жилых и хозяйственных построек. Дома прямоугольные в плане, одно- или двухкамерные, жердевые или столбовые, обмазанные глиной, с двух- или четырёхскатной крышей, покрытой травой, соломой или (особенно у северных Инеме) пальмовыми листьями. Традиционная одежда — поясная или плечевая запашная белая или в бело-синюю полоску, как у некоторых других народов группы эдо (ивбиосакон, этсако); получил распространение европейский костюм, иногда в сочетании с элементами традиционного костюма.

## Традиционная пища
Пресный хлеб из теффа, пшеницы и пр. Употребляют острые мясные соусы, пряности, напиток из ячменя вроде пива, кофе и легкий алкогольный напиток из меда.

## Традиционное жилище
Хижины и шатры из шкур.

## Письменность
Письменность на основе латинской графики. В 1978 г. было принято решение о введении единой орфографии, однако на практике для основного диалекта до сих пор используются собственные письменные стандарты .
Алфавит:
A a B b D d E e Ɛɛ F f G g H h I i K k L l M m N n O o Ɔɔ P p R r S s T t U u W w Y y